# Analamitsivala
Analamitsivala est une commune rurale malgache située dans la partie centre-ouest de la région du Menabe.